# Нерпин, Николай Владимирович
Николай Владимирович Нерпин — советский военный инженер, генерал-майор инженерно-технической службы.

## Биография
Родился в 1913 году в Санкт-Петербурге. Член КПСС.
Участник Великой Отечественной войны: командир взвода управления 57-го отдельного понтонно-мостового батальона, старший адъютант 60-го отдельного моторизованного понтонно-мостового батальона.
В 1946—1975 — военный инженер, мостостроитель.
За разработку и внедрение способа устройства оснований морских сооружений на подводных слабых илистых грунтах был в составе коллектива удостоен Сталинской премии за выдающиеся изобретения и коренные усовершенствования методов производственной работы 1951 года.
С 1975 года — в отставке.
Умер в 1998 году в Москве.

## Награды
- Орден Отечественной войны I степени (03.10.1944, 06.04.1985)
- Орден Отечественной войны II степени (13.02.1944)
- Орден Трудового Красного Знамени (1956, 1969)
- Орден Красной Звезды (15.07.1944, 1956)